# Lake Quinault Lodge
Die Lake Quinault Lodge ist ein historisches Berghotel am Südostufer des Lake Quinault im Olympic National Forest im US-Bundesstaat Washington.

## Geschichte
Ein erstes „Log Hotel“ wurde in den 80er Jahren des 19. Jahrhunderts am Lake Quinault erbaut. 1924 wurde es durch ein Feuer zerstört. Nach dem Vorbild des Old Faithful Inn im Yellowstone-Nationalpark begann man daraufhin mit dem Bau des heutigen Hauptgebäudes als rustikales aber dennoch komfortables Berghotel. Der Bau wurde mit Schnitzereien und anderem Kunsthandwerk reich verziert. 1926 wurde die Lodge eröffnet. Am 1. Oktober 1937 besuchte US-Präsident Roosevelt die Lodge während seiner Informationsreise durch die Olympic-Halbinsel. Während des Mittagessens war die Gründung eines Nationalparks das Gesprächsthema, der neun Monate später als Olympic-Nationalpark gegründet wurde. 1998 wurde die Lodge in das National Register of Historic Places eingetragen. Die heutige Lodge besteht aus insgesamt sechs Gebäuden. Das zweigeschossige, schindelverkleidete Haupthaus liegt auf einem Hügel mit Blick über dem See und enthält dreißig Hotelzimmer sowie die großzügige Lobby.